# Озгерюш (Ат-Башинский район)
Озгерюш (кирг. Өзгөрүш) — село в Ат-Башинском районе Нарынской области Киргизской республики. Код СОАТЕ — 41704 220 845 02 0.
Расположено в высокогорной зоне Кыргызстана.
Находится на расстоянии около 41 км восточнее от районного административного центра с. Ат-Баши.

## Население
По данным о численности населения на начало 2021 года, в селе проживало 844 человек.